# Nipponomyia nigrocorporis
Nipponomyia nigrocorporis är en tvåvingeart som beskrevs av Alexander 1944. Nipponomyia nigrocorporis ingår i släktet Nipponomyia och familjen hårögonharkrankar. Inga underarter finns listade i Catalogue of Life.